# Nephrotoma minuticornis
Nephrotoma minuticornis är en tvåvingeart som beskrevs av Alexander 1921. Nephrotoma minuticornis ingår i släktet Nephrotoma och familjen storharkrankar. Inga underarter finns listade i Catalogue of Life.